# Língua suruí-paiter
A língua suruí-paiter, também conhecida como suruí, paiter ou paiter-suruí é uma língua indígena brasileira falada pelos paiter nos estados de Rondônia e Mato Grosso, sendo parte da família linguística mondé, do tronco tupi. Atualmente, seus falantes são cerca de 1375 pessoas na Terra Indígena Sete de Setembro. É considerada uma língua ameaçada pela UNESCO (grau: vulnerável).

## Etimologia
As duas principais nomenclaturas utilizadas para ser referir à etnia indígena suruí de Rondônia são paiter e suruí. A primeira delas é um endônimo, o qual é relativo tanto ao povo suruí-paiter quanto à sua língua. Ele é formado pela junção do prefixo pessoal para a primeira pessoa do plural inclusiva "pa-" (nós, incluindo o ouvinte) com "ítehr" (verdade): /paíte:ɾ̥/.
O exônimo suruí surge a partir do contato oficial com não indígenas servidores da FUNAI, que atribuíram o nome pensando ser a expressão usada pela etnia zoró. Na verdade, os zoró chamavam os suruí-paiter de yori iwajey, que significa "inimigo de rosto pintado" na língua zoró.

## Distribuição
Atualmente, há apenas um povo falante de suruí-paiter, composto por aproximadamente 1500 pessoas que habitam a T.I. Sete de Setembro.
A terra indígena localiza-se numa região de fronteira entre os estados de Rondônia e Mato Grosso, mais precisamente, entre os municípios de Cacoal e Aripuanã. Eles estão distribuidos em 30 aldeias, com quatro clãs distintos (Gameb, Gamir, Makor e Kaban). As aldeias variam em habitantes, podendo abrigar desde 45 pessoas até algumas centenas.
Alguns relatos orais, transmitidos de pai para filho, indicam um processo diaspórico, partindo da região de Cuiabá a Rondônia. A emigração dos paiter teria sido motivada pela perseguição empreendida por brasileiros lusófonos. Além disso, durante a fuga, conflitos com outros grupos indígenas e não indígenas teriam ocorrido.
Apesar da penetração da língua portuguesa, o suruí-paiter ainda é a língua materna falada por quase todos nas aldeias. Boa parte da população é bilíngue, falando também o português, que em alguns casos atua como língua franca para a comunicação entre diferentes povos indígenas e os não indígenas.

### Línguas relacionadas
O suruí é uma das línguas mondé, do tronco tupi, faladas no estado de Rondônia. Pesquisas recentes indicam que essa família é composta por três línguas, nomeadamente, o suruí-paiter, o Salamãy (Mondé) e uma terceira língua formada por quatro dialetos:
- Gavião de Rondônia (Ikolééy)
- Zoró (Pãgiñééy)
- Aruá
- Cinta Larga (três etnias: Kabínééy, Kakínééy e Maamééy)

Esses últimos dialetos são mutuamente inteligíveis, sobretudo Gavião e Zoró. Das trés línguas, suruí é a mais distante, seguida de Salamãy.

## História
Sabe-se muito pouco sobre a história dos suruí e sua língua no período que antecede o contato oficial servidores da FUNAI, ocorrido em 1969, conduzida pelos sertanistas Francisco Meirelles e Apoena Meirelles, em razão da ausência de documentação escrita. A maioria das informações vêm de relatos orais.
Os suruís mantêm a lembrança remota de terem emigrado da região de Cuiabá ao que hoje corresponde ao estado de Rondônia, ainda no século XIX, fugindo da perseguição de colonos, chocando-se com outros agrupamentos indígenas no processo. Mindlin aponta esses choques como responsáveis por dizimar aldeias menores da região.
Contudo, a partir de 1969, o contato tido com a sociedade não indígena trouxe grande número de mortes por doenças infecto-contagiosas, principalmente gripe e sarampo. Estima-se que a população suruí era composta por cerca de cinco mil indivíduos antes do contato oficial. Ao longo da década de 70 e 80, fora reduzida a 200 ou 300 pessoas. Desde 1989, percebe-se um aumento populacional.

### História da documentação
Assim como a maioria das línguas indígenas brasileiras, o suruí-paiter possuía uma tradição exclusivamente oral. Na ausência de uma escrita, pouco fora documentado sobre a língua paiter antes do contato de 1969. A língua somente começa a ser estudada a partir da década de 1960, surgindo os primeiros escritos. Foram missionários do Summer Institute of Linguistics os primeiros a realizar estudos gramaticais e fonológicos sobre o suruí, com finalidade de evangelização.
A primeira análise da fonologia suruí é de autoria de Willem Bontkes e Carolyn Bontkes, intitulada "Phonemic Analysis of Surui" (1978). Foi a primeira a estabelecer uma forma de escrever os sons da língua.

## Fonologia
O idioma suruí-paiter é marcado por sua fonologia e forte tradição oral. Ainda há muita discussão acerca da fonologia da língua, havendo incongruência de informações entre autores. A principal causa disso é a carência de dados.
De acordo com Mariana Guerra (2004), há um total de 38 fonemas na língua suruí, os quais, foneticamente, podem se manifestar em um número muito maior de sons.

### Consoantes
Para Mariana, o idioma possui 18 fonemas para consoantes. No entanto, a quantidade de sons pode ser muito maior devido à alofonia.
|             |             | Labial | Alveolar | Palatal | Velar | Glotal |
| ----------- | ----------- | ------ | -------- | ------- | ----- | ------ |
| Plosiva     | desvoz.     | p      | t        | tʃ      | k     |        |
| Plosiva     | voz.        | b      | d        | dʒ      | ɡ     |        |
| Nasal       | Nasal       | m      | n        | ɲ       | ŋ     |        |
| Fricativa   | Fricativa   | β      |          | ʃ       |       | h      |
| Tap ou Flap | Tap ou Flap |        | ɾ        |         |       |        |
| Aproximante | Aproximante |        | l        | j       |       |        |

### Vogais
O idioma possui 20 fonemas para vogais, os quais derivam das mesmas cinco vogais: /a/ /i/ /ɨ/ /e/ e /o/. A nasalidade (oral/nasal) e a duração (longa/curta) são fatores necessários para distinguir vogais em suruí-paiter.
|          | Oral    | Oral      | Oral       | Nasal   | Nasal     | Nasal |
| Anterior | Central | Posterior | Anterior\| | Central | Posterior |       |
| -------- | ------- | --------- | ---------- | ------- | --------- | ----- |
| Fechada  | i       | ɨ         |            | ĩ       | ɨ̃         |       |
| Média    | e       |           | o          | ẽ       |           | õ     |
| Aberta   |         | a         |            |         | ã         |       |

### Tons
O suruí-paiter distingue dois tons: alto, indicado por /´/ sobrescrito à vogal, e baixo, representado pela ausência de /´/. Esses tons ocorrem nas vogais, independente de sua duração. Há apenas um tom por vogal e uma vogal por sílaba. Assim, o número de tons em uma palavra é sempre igual a quantas vogais ou sílabas estão presentes nela. A seguir estão alguns exemplos de tons em suruí-paiter:
| Suruí-paiter | Inglês        | Português       |
| ------------ | ------------- | --------------- |
| ité:ɾ        | sequence      | sequência       |
| íte:ɾ        | true          | verdade         |
| olá:ɾ        | I'm hanging   | estou pendurado |
| óla:ɾ        | to cut me     | me cortar       |
| ikáp         | his/her egg   | ovo dele/a      |
| íkap         | he/she is fat | ele/a é gordo   |

## Ortografia
O suruí-paiter não possui escrita oficial, tampouco uma convenção ortográfica estabelecida. Contudo, até o momento o alfabeto latino foi usado para as diferentes formas de registro do idioma.
A convenção ortográfica abaixo foi proposta pelo professor indígena Joaton Suruí e vem sendo ensinada em pelo menos duas escolas indígenas de Cacoal. O alfabeto suruí de Joaton é formado por 39 letras e escrito da esquerda para a direita. O diacrítico til (~) indica a nasalização de uma vogal. Não há sinais para os tons.
Esforços da Universidade de Brasília (UnB), liderados pela linguista Ana Suelly, foram responsáveis por expandir a iniciativa de Joaton, com o treinamento de indígenas suruís na escrita da língua materna.
| Maiúscula | Minúscula | Pronúncia (IPA)      | Aproximação com o português                            |
| --------- | --------- | -------------------- | ------------------------------------------------------ |
| A         | a         | /a/                  | harpa                                                  |
| AH        | ah        | /a:/                 | pronunciado como /a/, porém longo                      |
| Ã         | ã         | /ã/                  | maçã                                                   |
| ÃH        | ãh        | /ã:/                 | pronunciado como /ã/, porém longo                      |
| B         | b         | /b/                  | bola                                                   |
| D         | d         | /d/                  | dado                                                   |
| E         | e         | /e/                  | cerca                                                  |
| EH        | eh        | /e:/                 | pronunciado como /e/, porém longo                      |
| Ẽ         | ẽ         | /ẽ/                  | menos                                                  |
| ẼH        | ẽh        | /ẽ:/                 | pronunciado como /ẽ/, porém longo                      |
| G         | g         | /g/                  | agora                                                  |
| G̃         | g̃         | /ŋ/                  | manga                                                  |
| H         | h         | /h/ e suas variações | resto (em algumas variantes)                           |
| I         | i         | /i/                  | milho                                                  |
| IH        | ih        | /i:/                 | pronunciado como /i/, porém longo                      |
| Ĩ         | ĩ         | /ĩ/                  | limpo, com o /i/ nasalizado                            |
| ĨH        | ĩh        | /ĩ:/                 | pronunciado como /ĩ/, porém longo                      |
| J         | j         | /ʤ/ (ou /d͡ʑ/)        | dia (em algumas variantes)                             |
| K         | k         | /k/                  | castelo                                                |
| L         | l         | /l/                  | leite                                                  |
| M         | m         | /m/                  | mosqueteiro                                            |
| N         | n         | /n/                  | nevasca                                                |
| Ñ         | ñ         | /ɲ/                  | senha                                                  |
| O         | o         | /o/                  | molho                                                  |
| OH        | oh        | /o:/                 | pronunciado como /o/, porém longo                      |
| Õ         | õ         | /õ/                  | sonho, com o /o/ nasalizado                            |
| ÕH        | õh        | /õ:/                 | pronunciado como /õ/, porém longo                      |
| P         | p         | /p/                  | papagaio                                               |
| R         | r         | /ɾ/                  | arara                                                  |
| S         | s         | /h/ e suas variações | alternativa ao <h>                                     |
| T         | t         | /t/                  | tamanduá                                               |
| TX        | tx        | /t͡ʃ/ (ou /t͡ɕ/)       | tchau                                                  |
| U         | u         | /ɨ/                  | pronunciado como /i/ com a língua recuada              |
| UH        | uh        | /ɨ:/                 | o mesmo /ɨ/, porém longo                               |
| Ũ         | ũ         | /ɨ̃/                  | pronunciado como /i/ com a língua recuada e nasalizado |
| ŨH        | ũh        | /ɨ̃:/                 | o mesmo /ɨ/, porém longo e nasalizado                  |
| X         | X         | /ʃ/                  | chá                                                    |
| W         | w         | /β/ (ou /ɸ/)         | pronunciado como /v/ (ou /f/) enconstando os lábios    |
| Y         | y         | /j/                  | boia                                                   |

## Gramática
A morfologia do suruí-paiter faz distinção entre três classes principais: elementos flexionáveis, partículas e ideofones. O primeiro grupo constitui-se das palavras que podem flexionar ou combinar-se a outras, como nomes, adjetivos, verbos e posposições. As partículas, por outro lado, são invariáveis e não possuem estrutura interna.
No geral, os ideofones assemelham-se às partículas, com a diferença de carregarem conteúdo lexical e poderem se combinar a alguns morfemas da classe dos flexionáveis. Por meio de sons, eles expressam ações, estados ou eventos.

### Verbos
Os verbos do suruí classificam-se em dois tipos semânticos: verbos semanticamente ricos (ou seja, exprimem ações, eventos e/ou processos) ou verbos auxiliares. Os primeiros podem ser tanto transitivos quanto intransitivos, enquanto os segundos são sempre intransitivos. verbos transitivos em paiter são flexionados por meio de afixos pessoais que indicam o objeto, enquanto os intransitivos requerem prefixos pessoais que indicam o seu sujeito. Em ambos os casos, a pessoa do prefixo é o único elemento para o qual os verbos flexionam.
A depender da transitividade verbal, a função dos afixos é alterada (sujeito/objeto), bem como sua forma. Veja-os na tabela abaixo.
| Número   | Pessoa   | Intransitivo | Transitivo   |
| -------- | -------- | ------------ | ------------ |
| Singular | 1ª       | o-           | o-           |
| Singular | 2ª       | e-           | e-           |
| Singular | 3ª       | a-           | ∅ ~ i- ~ xi- |
| Plural   | 1ª incl. | pa-          | pa-          |
| Plural   | 1ª excl. | toy-         | tóy-         |
| Plural   | 2ª       | mey-         | méy-         |
| Plural   | 3ª       | a-           | tá-          |

Essa distinção ligada à transitividade verbal presente nos afixos é relacionada ao alinhamento misto do idioma, apontado como nominativo-absolutivo. Em relação aos verbos principais, o alinhamento é absolutivo, enquanto aos auxiliares, nominativo.
| Absolutivo           | Nominativo |
| -------------------- | ---------- |
| S e O                | S          |
| S-verbo.intransitivo | S-auxiliar |
| O-verbo.transitivo   | S-auxiliar |

#### Tempo e modo
Em suruí-paiter, não há marcação gramatical de tempo, somente aspecto. O aspecto é marcado por verbos auxiliares. Há dois desses verbos: -de/-je, para o aspecto perfectivo, e -lade, que indica o aspectivo imperfectivo.
Exemplos:
- Emaur maha eje e. 'Você quebrou o seu arco'
(2s-arco quebrar 2s-perfectivo)
- Akarba-ka lade kuja e. 'Hoje eu estou alegre'
(hoje 1s-imperfectivo alegre)

### Pronomes
Em geral, os pronomes não são expressos de maneira independente, mas ligados a outros termos, com a exceção dos pronomes demonstrativos. Assim, a ideia de pronome é expressa por meio de outras estratégias morfossintáticas, como pela prefixação em nomes e verbos.

#### Pronomes pessoais e possessivos
Os pronomes pessoais são expressos com o auxílio de afixos pessoais ligados a verbos auxiliares, ou clíticos, quando o sujeito de uma oração é livre. Semelhantemente, a relação de posse ocorre com a junção entre afixo e nome. Em geral, os afixos utilizados coincidem com os de verbos transitivos.
|          | 1º pessoa    | 2ª pessoa | 3ª pessoa |
| -------- | ------------ | --------- | --------- |
| Singular | oen          | een       | xien      |
| Plural   | paen / toyen | meyen     | taen      |

Nomes relativos, ou inalienáveis, estabelecem relação de posse ao combinar-se com prefixos pessoais ou diretamente com outro nome, seguindo a ordem determinante-núcleo. Por sua vez, nomes absolutos, ou alienáveis, dividem-se em dois subtipos: os que podem ser possuídos e os que não. Aqueles nomes absolutos que podem ser possuídos necessitam da partícula mediadora de posse "ma".
Exemplos de possessivos:
- Olob. 'Meu pai'
- Ximabeja. 'A vó dele'

## Vocabulário

### Cantigas suruí
O povo suruí-paiter é frequentemente reconhecido por seus cantos e por contar histórias, exemplos de sua forte tradição oral. A seguir encontram-se as transcrições da letra de alguns dos cantos suruí. É possível acessá-los para ouvir online no website Cantos da Floresta.
|                                   | Letra em suruí-paiter                                                             | Pronúncia                                                                     | Letra em português                                                                 |
| --------------------------------- | --------------------------------------------------------------------------------- | ----------------------------------------------------------------------------- | ---------------------------------------------------------------------------------- |
| Canto da onça - Meko perewabe     | Eaba pamãy are wa kaled Mabikũrey a oay txar Awabe kate aay txar Mabixarub        | Engabapa mãngaré ua caled Mabicãnaiá ongaitxar Auábecaté ongaitxar Mbixarïb   | Não mexa com a gente, dizem os Mabikũrey Mas eu como mesmo assim, nhác nhác        |
| Canto do mutum - Wakoyah perewabe | Ma wakoy xãrme, ma wakoy xãrme xãrme, xãrme, xãrme (2X)                           | Mõacoi xarmé, mõacoi xarmé xarmé, xarmé, xarmé (2X)                           | Olha a canela comprida do mutum Canela, canela, caneeeeela! (2X)                   |
| Canto da anta - Wasa perewabe     | Yobayah kabi omekabi (2x) heya heya heya darãga kabi omekabi (2x) heya heya heya… | Iubaiá cabí omecabí (2x) Êia, eiá eiá Drangá cabí omecabí (2x) Êia, eiá, eiá! | Eu vou a caminho do coco do buriti. Eiá! “Kreck” no coco do buriti! Eiá, eiá, eiá! |